# سندس بلحسن
سندس بلحسن هي ممثلة تونسية. تميز مسارها الفني بتعدد التجارب في الرقص والفن التشكيلي والسينما. فقد أنجزت في مجال الرقص العديد من الأعمال الاستعراضية، منها حفل افتتاح كأس الأمم الأفريقية لكرة القدم 2004.

## أعمالها
قامت بأدوار في الأفلام السينمائية التالية:
- صفائح من ذهب (1989)
- بزناس (1992)
- نصف قمر (بالألمانية: Halbmond) (1995)، في دور فتاة
- المريض الإنجليزي (1996)، في دور امرأة تحمل رضيعها
- حي درابك
- فيفتي فيفتي يا حبيبي
- يموت الحوت، وهو فيلم قصير
- الدواحة (2009)، في دور راضية

## روابط خارجية
- سندس بلحسن على موقع IMDb (الإنجليزية)
- سندس بلحسن على موقع قاعدة بيانات الأفلام العربية
- سندس بلحسن على موقع ألو سيني (الفرنسية)
- سندس بلحسن على موقع قاعدة بيانات الأفلام السويدية (السويدية)
- سندس بلحسن على موقع قاعدة بيانات الفيلم (الإنجليزية)
- سندس بلحسن على موقع كينوبويسك (الروسية)